# Filialkirche Lanzendorf (Böheimkirchen)

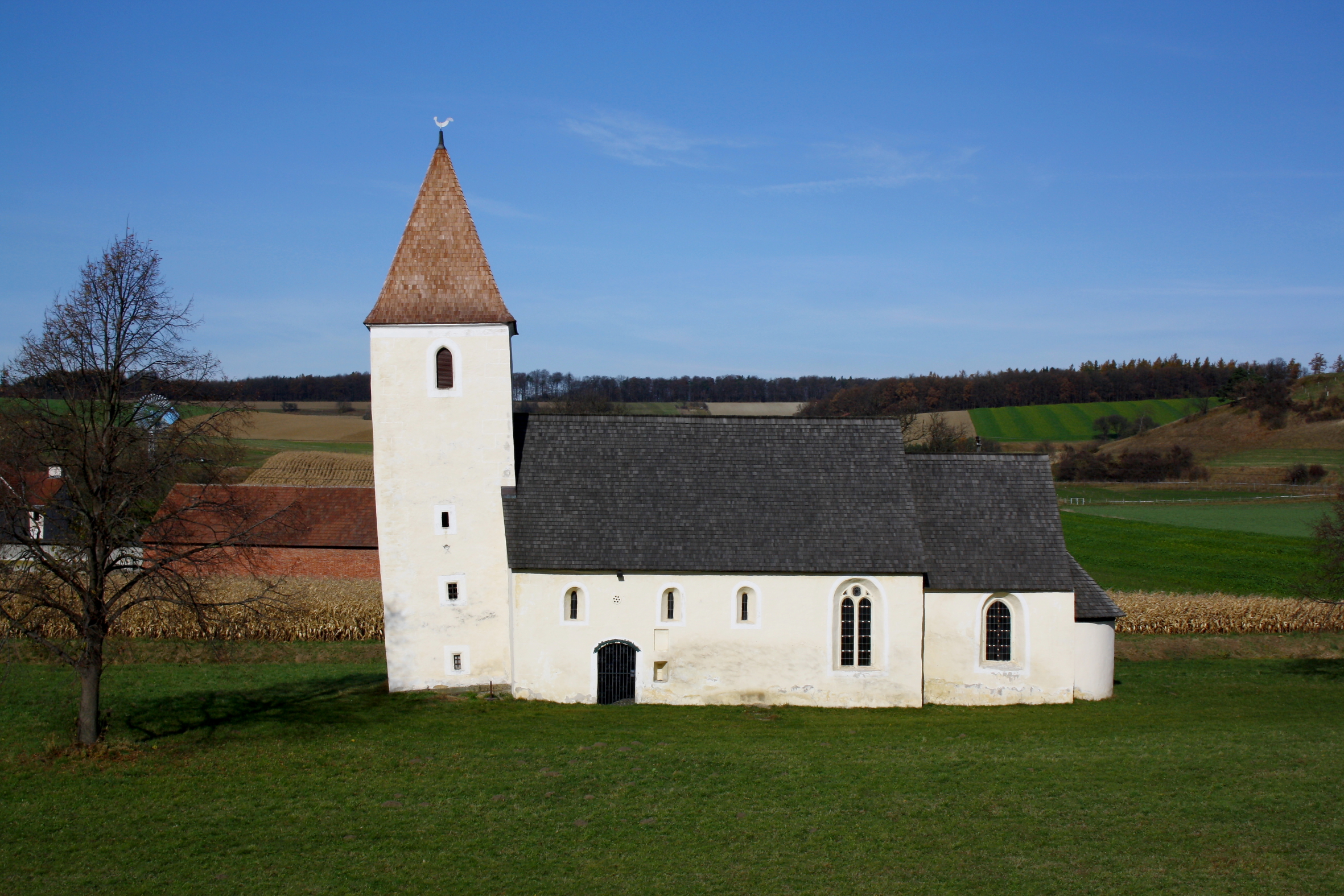
Südostansicht der Kirche mit dem schiefen Turm

Die Filialkirche hl. Martin ist eine römisch-katholische Kirche im Ortsteil Lanzendorf in der niederösterreichischen Marktgemeinde Böheimkirchen.
Die Kirche ist eine Filialkirche der Pfarrkirche hl. Jakobus der Ältere in Böheimkirchen. Sie wird urkundlich 1248 genannt. Die Kirche hat ein rechteckiges Langhaus aus 1200 und einen quadratischen Chor mit einer romanischen Rundapsis. Der Westturm wurde dem Langhausportal im 15. Jahrhundert vorgestellt. Bemerkenswert ist, dass im Wesentlichen der romanische Bau erhalten ist, der nach wie vor unverstellt auf freier Wiese steht und von Benutzern der Westbahn (alte Strecke) gesehen werden kann.
Das Langhaus wie der leicht eingezogene Quadratchor sind ungegliedert und unregelmäßig mit kleinen Fenstern versehen. Die Apsis ist niedrig. Die Kirche unter einem Satteldach und Halbkegeldach wurde im Jahre 1968 mit einer neuen Schindeldeckung versehen. In der südseitigen Langhauswand sind drei hochliegende romanische Schlitzfenster mit tiefer Rundbogenlaibung und ein spätgotisches zweibahniges Maßwerkfenster aus dem Anfang des 16. Jahrhunderts. Neben dem Südportal sind zwei Mauernischen, einerseits mit einer Verbindung zu einem Opferstock, andererseits mit eingemauerten Steinscheiben mit sieben Löchern in der Art von Lichtschalen. In der nordseitigen Langhauswand ist ein barockes Fenster. Der Westturm mit Zeltdach, im Erdgeschoß kreuzgewölbt, hat kleine Schlitzfenster und spitzbogige Schallfenster und zeigt nordseitig ein Putzrelief mit gekreuzten Pilgerstäben und Jakobsmuschel. In der Ostwand des Turmes ist in Langhausdachbodenhöhe ein Rechtecksportal mit Orthostaten, einer monolithen Schwelle und einem monolithen Sturz. Der Kirchturm hat eine starke Neigung durch Absenkung während des Baues mit einem Ausgleichsknick analog dem Schiefen Turm von Pisa.
Das Langhaus ist ein Saalraum mit einer Balkendecke, 1968 erneuert. Im Westen ist eine Balkonempore aus dem 17. Jahrhundert, der Turmzugang und der Emporenzugang haben spätgotische Schulterportale. Der Triumphbogen zwischen Langhaus und Chor ist niedrig und kreisrund. Die Quadratchordecke wurde 1968 erneuert und liegt auf romanischen Kämpfern, links mit Wulst, rechts mit Reliefkugeln. Der Altartisch in der Apsis ist gemauert.
Der Hochaltar trägt ein Altarbild Hl. Martin von Johannes Brad aus 1982. Es gibt zwei Seitenaltäre an der Triumphbogenwand mit gemauerten Altartischen und Bildern, links Hl. Antonius von Padua und rechts Hl. Familie aus der 2. Hälfte des 17. Jahrhunderts, und mit barocken Statuen, Hl. Petrus und Hl. Paulus aus der 1. Hälfte des 18. Jahrhunderts. Die Türflügel sind spätgotisch beschlagen. Der Opferstock in einer Mauernische ist spätmittelalterlich. Die Glocke ist aus 1953.